# Erich-Fromm-Preis
Der Erich-Fromm-Preis wird seit 1995 jährlich von der Internationalen Erich-Fromm-Gesellschaft verliehen. Es sollen Personen ausgezeichnet werden, „die mit ihrem wissenschaftlichen, sozialen, gesellschaftspolitischen oder journalistischen Engagement Hervorragendes für den Erhalt oder die Wiedergewinnung humanistischen Denkens und Handelns im Sinne Erich Fromms geleistet haben bzw. leisten“. Die Auszeichnung, die sich bis 2004 Internationaler Erich Fromm Preis nannte, ist mit 10.000 Euro (seit 2006) dotiert.

## Hintergrund
Die Auswahl der Preisträger erfolgt durch Mehrheitsentscheidung einer fünfköpfigen Jury, die durch den erweiterten Vorstand der Internationalen Erich-Fromm-Gesellschaft berufen wird. Die Jury ist in ihrer Auswahl frei, doch hat sie Bewerbungen und Empfehlungen für den Erich-Fromm-Preis in ihre Entscheidungsfindung einzubeziehen. Bewerbungen und Empfehlungen müssen jeweils bis zum 1. April der Geschäftsstelle der Internationalen Erich-Fromm-Gesellschaft e. V. vorliegen.
Mit der Preisverleihung soll nicht nur ein humanistisches Engagement im Sinne Erich Fromms gewürdigt werden. Sie dient auch dazu, der Öffentlichkeit das Vermächtnis Erich Fromms bekannt zu machen und in Erinnerung zu halten. Sie findet deshalb in der Regel öffentlich statt.

## Preisträger
- 1995 Duchovný Parlament, Bratislava
- 1996 Seminario Sociopsicoanalitico, Mexiko-Stadt; Uniwersytet Wrocławski; Germanistische Abteilung der Universität Pécs
- 1997 keine Verleihung
- 1998 Rainer J. Kaus; Svante Lundgren; Martina Parge
- 1999 Jan M. Böhm; Claudia Hoock
- 2000 Kevin Anderson; Richard Quinney; Bruno Osuch
- 2001 Gerd Meyer
- 2002–2003 keine Verleihung
- 2004 William Wasson; Hamid Lechhab
- 2005 keine Verleihung
- 2006 Hans Leyendecker und Heribert Prantl
- 2007 Eugen Drewermann und Konstantin Wecker
- 2008 Jakob von Uexküll
- 2009 Gerhart Baum
- 2010 Noam Chomsky
- 2011 Anne-Sophie Mutter
- 2012 Georg Schramm
- 2013 Gesine Schwan
- 2014 Dirk Schümer[2]
- 2015 Götz Werner[3]
- 2016 Christel und Rupert Neudeck
- 2017 John Neumeier
- 2018 Hartmut Rosa
- 2019 Daniel Röder und Sabine Röder (Pulse of Europe)
- 2020 Paul Mason
- 2021 Maja Göpel
- 2022 Ueli Mäder[4]
- 2023 Thomas Fuchs[5]
- 2024 Bernhard Pörksen[6]
- 2025 Hito Steyerl[7]